# Bjarte Engeset
Bjarte Engeset (Ørsta, 25 augustus 1958) is een Noors dirigent.
Engeset is een leerling van Jorma Panula bij de Sibeliusacademie. Hij studeerde af als een van de besten in de geschiedenis van de academie, met de hoogst bereikbare score van de jury. In 1991 werd hij uitgenodigd om deel te nemen aan het seminar voor dirigenten te Tanglewood in de Verenigde Staten.
Engeset is hoofddirigent en artistiek leidinggevende voor het Tromsø symfoniorkester, artistiek leider voor Nordlysfestivalen en Opera Nord, en sinds 1993 ook voor het Det Norske Blåseensemble. Hij heeft concerten geleid in de meeste Europese landen, en verder in Mexico, de Verenigde Staten en Japan. Behalve klassieke muziek heeft hij ook opera's gedirigeerd. In 1996 werd aan hem de Nordlysprisen uitgereikt. Engeset was van 2001 tot 2004 permanent gastdirigent voor het Vlaams Radio Orkest.
Bjarte Engeset heeft een serie opnames gemaakt voor het platenlabel Naxos, en in 2003 leidde hij de opnames van hun nieuwe Grieg Edition vol. 1: Griegs klaverkonsert met Håvard Gimse als solist, ouverturen I Høst og 4 symfoniske danser, met het Royal Scottish National Orchestra. In 2003 maakte hij ook opnames van  vioolconcerten van Jean Sibelius en Christian Sinding met Henning Kraggerud en de Bournemouth Symphony. Engeset heeft ook met EMI samengewerkt.